# لودفيك إرليخ
لودفيك إرليخ (بالبولندية: Ludwik Ehrlich)‏ هو قاضي بولندي، ولد في 11 أبريل 1889 في ترنوبل في أوكرانيا، وتوفي في 31 أكتوبر 1968 في كراكوف في بولندا.